# Przysieka (przystanek kolejowy)
Przysieka – zamknięty przystanek osobowy w Dąbrowie Łużyckiej, w gminie Przewóz, w powiecie żarskim, w woj. lubuskim, w Polsce. Został otwarty w 1913 roku przez LE. W 1945 roku nastąpiło jego zamknięcie. Był to końcowy przystanek linii kolejowej z Przewozu.